# Anthony Fokker
Anton Herman Gerard Fokker (Kediri, Java, 6 de abril de 1890 — Nova Iorque, 23 de dezembro de 1939) conhecido como "holandês voador", foi um empresário dos Países Baixos, pioneiro da aviação e industrial do ramo aeronáutico.

## Vida
Anthony Fokker nasceu nas Índias Orientais Neerlandesas - atual Indonésia - filho de Herman Fokker, um cafeicultor holandês.
Quatro anos depois sua família retornou para a Holanda e fixou-se em Haarlem a fim de proporcionar educação a Anthony e sua irmã Toos. Assim como seu pai, não era estudioso, mas interessado em modelos de trens e motores de vapor, e não completou o colegial.

## Alemanha

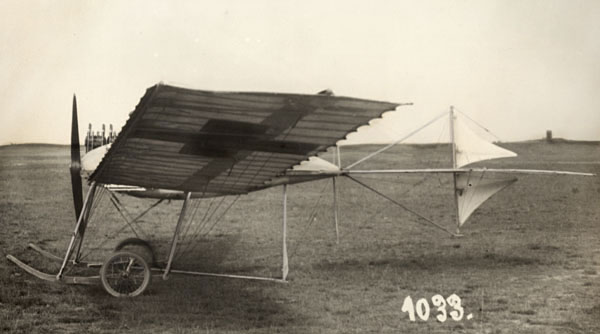
Fokker "Spin"

Em 1910 Fokker foi enviado pelo pai para a Alemanha para estudar mecânica, mas seu interesse estava na aviação, levando-o a mudar de escola. Nesse mesmo ano Fokker construiu a sua primeira aeronave "de Spin" ( "aranha") que foi destruída pelos seus sócios devido a um choque com uma uma árvore. Conseguiu sua licença de piloto com o segundo Spin.
Nos Países Baixos tornou-se uma celebridade ao voar em torno da torre da igreja de Sint-Bavokerk em Haarlem, em 31 de agosto de 1911, com a terceira versão do "Spin". Adquiriu ainda mais fama sobrevoando a festa de aniversário da rainha Wilhelmina.
Em 1912 Fokker mudou-se para Johannisthal, perto de Berlim, onde fundou sua primeira empresa, a Fokker Aeroplanbau. Nos anos seguintes, construiu uma grande variedade de aviões e transferiu sua fábrica para Schwerin, renomeando-a para Fokker Arado GmbH, e posteriormente Fokker Werke GmbH.
No início da Primeira Guerra Mundial, o governo alemão assumiu o controle da fábrica, onde Fokker permaneceu como diretor e projetista de muitos aviões para a força aérea alemã, incluindo o Fokker Dr.I, o triplano que ficou famoso nas mãos de ases, como Manfred von Richthofen ( o célebre Barão Vermelho ). Inspirado em um projeto de Roland Garros desenvolveu um dispositivo que permitiu a metralhadora disparar através das lâminas da hélice. Ao todo, a sua empresa fabricou cerca de 700 aviões militares para a força aérea alemã.

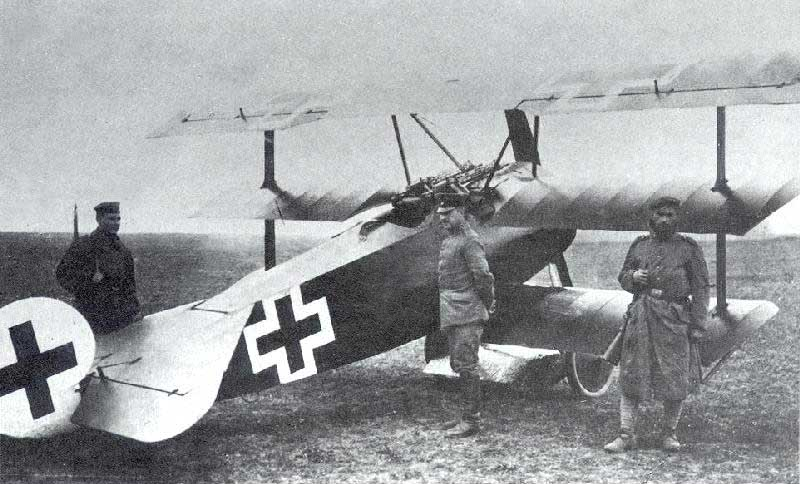
Fokker Dr. I o avião usado pelo Barão Vermelho

## Retorno aos Países Baixos
Após o término da guerra, o Tratado de Versalhes proibiu Alemanha de fabricar aeronaves ou motores para aviões, e em 1919 Fokker retornou para os Países Baixos e criou a Nederlandse Vliegtuigenfabriek (Dutch Aircraft Factory), a antecessora da Fokker Aircraft Company. 
Mesmo com as rigorosas condições de desarmamento no Tratado de Versalhes, Fokker não voltou para casa de mãos vazias, pois conseguiu contrabandear todo um comboio de aviões militares e peças pela fronteira germano-holandesa, o que lhe permitiu criar rapidamente a nova empresa, porém seu foco foi deslocado dos aviões militares para as aeronaves civis.
Em 25 de março de 1919, Fokker casou-se com Sophie Marie Elisabeth von Morgen em Haarlem. Este casamento durou apenas quatro anos.

## Mudança para os Estados Unidos e morte
Em 1922, mudou-se para os Estados Unidos e mais tarde tornou-se cidadão estadunidense. Lá, ele estabeleceu o ramo americano de sua empresa, a Atlantic Aircraft Corporation. Em Nova Iorque a 1927, casou-se com Violet Austman.
Anthony Fokker morreu em Nova Iorque em 1939 por complicações em uma cirurgia, com 49 anos de idade.